# Mimacraea apicalis
Mimacraea apicalis, là một loài bướm xanh được tìm thấy ở Nigeria, Cameroon, Gabon và Congo.

## Phân loài
- Mimacraea apicalis apicalis (Nigeria, Cameroon)
- Mimacraea apicalis gabonica Libert, 2000 (Gabon, Congo)